# Harcerska Służba Polsce
Harcerska Służba Polsce (HSP) – program ZHP w latach 1948–49, którego celem była realizacja ważnych zadań społecznych tego okresu (m.in. powojennej odbudowy kraju) oraz ukazanie roli ZHP w zmienionych warunkach ustrojowych.
Pracę nad programem HSP rozpoczęto w 1947, natomiast przystąpienie do programu ogłoszono na naradzie komendantek i komendantów chorągwi w marcu 1948. Podstawowymi kierunkami działalności w ramach HSP były: Odbudowa kraju, Las i rola, Kultura i oświata, Dziecko. Latem 1948 w obozach HSP wzięło udział około 80 000 harcerzy i harcerek z całej Polski (czyli ponad 20% członków ówczesnego ZHP). Podejmowane aktywności polegały m.in. na odgruzowywaniu i oczyszczaniu ruin, prowadzeniu przedszkoli dla dzieci wiejskich, organizowaniu ambulatoriów dla miejscowej ludności, oczyszczaniu lasów, pielęgnowaniu szkółek leśnych, przecieraniu pasów przeciwpożarowych, niszczeniu stonki ziemniaczanej oraz pomocy w żniwach i sianokosach. Wraz z programem HSP wprowadzono specjalny zestaw sprawności harcerskich.